# Her Moonshine Lover
Her Moonshine Lover è un cortometraggio muto del 1914 diretto da Al E. Christie. Distribuito dall'Universal Film Manufacturing Company e prodotto dalla Nestor di David Horsley, aveva come interpreti Eddie Lyons, Lee Moran, Victoria Forde e Donald MacDonald.

## Trama
Sunbonnet Sue, la bella figlia di un distillatore clandestino, sta recandosi da Dave, il suo fidanzato, per portargli un cesto di biscotti. Dave, pur se contrabbanda i liquori, è un giovane povero ma onesto. La ragazza, però, si accorge di essere seguito da un agente del fisco e, sospettando le intenzioni dell'uomo, lo mette a terra tirandogli un colpo basso. Avvisa della presenza dell'agente i compagni contrabbandieri. Uno di questi, Red Eye Pete, che ha delle mire su Sunbonnet Sue, le fa delle avances non gradite che gli procurano degli aspri rimproveri. Volendo vendicarsi, Red Eye Pete si offre di tradire i contrabbandieri portando gli agenti al loro covo nascosto; in cambio, vuole la bella Sue. Il patto viene accettato ma la furba ragazza riuscirà ancora una volta a mettere nel sacco gli agenti federali.

## Produzione
Il film fu prodotto dalla Nestor Film Company.

## Distribuzione
Distribuito dall'Universal Film Manufacturing Company, il film - un cortometraggio di una bobina - uscì nelle sale cinematografiche statunitensi il 10 aprile 1914.